# أندرو جاكوبسون
أندرو جاكوبسون (بالإنجليزية: Andrew Jacobson) (24 سبتمبر 1985 ببالو ألتو في الولايات المتحدة - ) هو كاتب سيناريو ولاعب كرة الصالات ‏ ولاعب كرة قدم أمريكي في مركز الوسط. لعب مع دي.سي. يونايتد وفانكوفر وايتكابس وفيلادلفيا يونيون ونادي دالاس ونادي ستابك ونادي لوريان ونادي نيويورك سيتي.

## وصلات خارجية
- أندرو جاكوبسون على موقع الاتحاد الدولي (مؤرشف)  (الإنجليزية)
- أندرو جاكوبسون على موقع رابطة كرة القدم الفرنسية للمحترفين (الإنجليزية)
- أندرو جاكوبسون على موقع الدوري الأمريكي (الإنجليزية)
- أندرو جاكوبسون على موقع قاعدة بيانات كرة القدم.إي يو (الإنجليزية)
- أندرو جاكوبسون على موقع Soccerbase.com (لاعب) (الإنجليزية)
- أندرو جاكوبسون على موقع Soccerway.com (الإنجليزية)
- أندرو جاكوبسون على موقع عالم كرة القدم.نت (الإنجليزية)
- أندرو جاكوبسون على موقع AS.com (الإسبانية)